# Sebastian Niemann (Theologe)
Sebastian Niemann (* 2. April 1625 in Lübeck; † 6. März 1684 in Schleswig) war ein deutscher lutherischer Theologe.

## Leben
Niemann stammte aus einem angesehenen Bürgergeschlecht in Lübeck. Der Sohn des Kaufmanns Sebastian Niemann († 1633) und dessen Frau Salome, die Tochter des Johannes Stauber und dessen Frau Gertrud von Dohren, hatte frühzeitig einen Hauslehrer erhalten, der sich speziell um die Förderung seiner Talente bemüht war. Nach dem Tod des Vaters übernahmen seine Verwandten in Neustadt in Holstein seine Ausbildung, so dass er 1642 die Universität Rostock beziehen konnte. Hier besuchte er die Vorlesungen von Joachim Stockmann, Joachim Lütkemann, Johann Quistorp der Ältere und Johannes Cothmann. 1644 setzte er seine Studien an der Universität Königsberg fort, wo unter anderem Christian Dreier sein Lehrer wurde. 1646 wurde er als Hauslehrer des Sohnes von David Gloxin Friedrich angestellt. Dadurch, dass Gloxin während seiner Reisen immer seinen Sohn mitnahm, lernte Niemann verschiedene Staaten und deren Völker kennen.
Eine Studienreise durch die bedeutendsten Orte und Universitätsstädte von Holland unternehmend, gelangten sie 1649 an die Universität Helmstedt. Hier blieb Niemann zwei Jahre, wobei er die Vorlesungen bei Conrad Hornejus, Georg Calixt, Gerhard Titius (1620–1681) und Balthasar Cellarius besuchte. 1651 wechselte er an die Universität Jena, erwarb sich am 31. Juli desselben Jahres den akademischen Grad eines Magisters und hielt fortan Privatvorlesungen. Nachdem er sich 1654 das Lizentiat der Theologie erworben hatte, berief man ihn 1655 zum außerordentlichen Professor der Theologie, er wurde im Juni 1657 ordentlicher Professor der Theologie an der Jenaer Hochschule und promovierte am 13. Oktober 1657 zum Doktor der Theologie.
Nach dem Tod von Christian Chemnitz wurde er zudem Superintendent sowie Oberpfarrer in Jena und Assessor am Konsistorium in Jena. In Jena beteiligte er sich auch an den organisatorischen Aufgaben der Hochschule und war in den Wintersemestern 1663/64, 1669/70 Rektor der Alma Mater. 1676 wurde er vom Herzog Christian Albrecht von Schleswig-Holstein-Gottorf zum Generalsuperintendenten, Konsistorialrat und Oberhofprediger in das Schloss Gottorf berufen. Nach einer Reise nach Hamburg kehrte er gesundheitlich geschwächt nach Holstein zurück, wo er bettlägerig wurde und verstarb.

## Familie
Niemann war zwei Mal verheiratet. Seine erste Ehe schloss er am 13. Oktober 1657 mit Martha (Maria) Justina (* 21. März 1633 in Erfurt; † 21. Januar 1676 in Schleswig), der Tochter des obersten Ratsmeisters in Erfurt Johann Melchior Förster und dessen Frau Maria, die Tochter des obersten Vierherrs in Erfurt Jacob Berger und dessen Frau Agneta Weitmann, ein. Aus der Ehe gingen drei Töchter und ein Sohn hervor. Von diesen kennt man:
- Johann Sebastian Niemann (wurde Prediger in Witzwort)
- Justina Magaretha Niemann († in Schleswig)
- Maria Sophia Niemann
- Anna Regina Niemann († 1668 in Jena)

Seine zweite Ehe ging er am 7. Mai 1677 mit Elisabeth, der Tochter des Kämmerers und Ratsherrn in Lübeck Bernhard Frese ein. Aus der Ehe stammen ein Sohn und eine Tochter:
- Friderica Amalia Niemann
- Christian Albrecht Niemann (* 17. Mai 1680 in Schleswig; † 13. Mai 1734 in Lübeck) Bürgermeister in Lübeck[3]

Die Witwe Elisabeth heiratete Anfang 1705, 21 Jahre nach Niemanns Tod, den Lübecker Bürgermeister Anton Winckler.